# جک گویلیم
جک گویلیم (انگلیسی: Jack Gwillim؛ ۱۵ دسامبر ۱۹۰۹ – ۲ ژوئیهٔ ۲۰۰۱) یک هنرپیشه اهل بریتانیا بود.
از فیلم‌ها یا برنامه‌های تلویزیونی که وی در آن نقش داشته است می‌توان به گلوله آتشین، پاتون، مردی برای تمام فصول، لورنس عربستان، نبرد رود پلاته، کازینو رویال، نبرد بریتانیا، جیسن و آرگونات‌ها، مرز شمال غربی، برخورد تایتان‌ها، کرامول، سلیمان و سبا، اسکار وایلد اشاره کرد.

## مرگ
گویلیم در لس آنجلس, کالیفرنیا در دوم ژوئیه ۲۰۰۱ در سن ۹۱ سالگی فوت کرد. او در قطعه ۱۳۶، بخش ۱۵ قبرستان Albany Rural در بالاایالت نیویورک به خاک سپرده شد.